# Abraham Cowley
Abraham Cowley, född 1618, död 28 juli 1667, var en engelsk poet och essäist.
Cowley studerade i Cambridge och Oxford under inbördeskriget och vistades senare i diplomatiskt uppdrad i Frankrike, och satt i politisk fångenskap under republikens sista år. Cowley diktade under intryck av latinska och grekiska skalder som Vergilius och Pindaros. Bland hans främsta arbete märks det ofullbordade eposet Davideis, som antas ha influerat John Miltons Paradise lost. Cowleys verk var mönster inom engelsk litteraturundervisning ända in på 1900-talet. Hans Poems utgavs i en samlad utgåva av A. R. Waller 1905, hans Essays 1906.